# Le cœur n'oublie pas

Le cœur n'oublie pas (Sacrifices of the Heart) est un téléfilm américain réalisé par David S. Cass Sr., diffusé le 3 mars 2007 sur Hallmark Channel.

## Synopsis
Kate Weston est une brillante avocate qui s'est spécialisée dans la défense des adolescents criminels. Depuis le suicide de sa mère, elle s'est tenue éloignée des membres de sa famille. Mais quand son frère aîné lui annonce que leur père souffre d'étranges troubles de la mémoire, elle décide de retourner dans la ferme de son enfance. Arrivée sur place, le médecin lui apprend que son père en est au premier stade de la maladie d'Alzheimer. Kate se rend alors compte qu'elle est passée à côté d'une vie familiale. Elle décide de profiter des derniers moments de conscience de son père. Peu à peu, elle arrive à retrouver une certaine sérénité...

## Fiche technique
- Titre original : Sacrifices of the Heart
- Réalisation : David S. Cass Sr.
- Scénario : Patti Davis
- Photographie : Maximo Munzi
- Musique : Joe Kraemer
- Pays :  États-Unis
- Durée : 81 minutes

## Distribution
- Melissa Gilbert (VF : Béatrice Bruno) : Katelyn Weston
- Cyril O'Reilly (VF : Pascal Germain) : Ryan Weston
- Ken Howard (VF : Marc Cassot) : Thane Weston
- Terry Maratos (VF : Renaud Marx) : David
- Anthony De Marco : Zack Weston
- David Starzyk (en) : Adam Leventhall
- Chase Wilmot : Kate jeune
- Scott Atkinson : Thane jeune
- Blake Lindsley (en) (VF : Marie-Christine Robert) : Laura
- Christopher Murray (VF : Gabriel Le Doze) : Kevin Doyle
- Lisa Pelikan : Virginia Doyle
- Braeden Lemasters : Ryan jeune
- Amy Halloran (ar) (VF : Chantal Macé) : Allison
- Dennis Howard : Sam Mendelson
- Kevin Cooney : Dr. Osborne
- Bob Rumnock : Clyde Foster

 Source et légende : version française (VF) sur RS Doublage et selon le carton de doublage télévisuel.